# Santa Maria de l'Estela
Santa Maria de l'Estela és una ermita al petit nucli de l'Estela, al nord-oest del municipi de Cabanelles al qual pertany. Es tracta d'un conjunt format per l'església i, adossada a aquesta per la banda de llevant, l'antiga rectoria actualment mig enrunada.

## Arquitectura
Església d'una sola nau rectangular amb l'absis sense diferenciar, orientat a llevant. Està coberta amb volta apuntada i seguida, que arrenca d'una cornisa motllurada que recorre els murs laterals de la nau. L'absis està diferenciat de la nau mitjançant un únic graó. La sagristia està situada a la part de llevant del presbiteri i s'hi accedeix mitjançant una porta situada al costat del retaule que decora l'altar. Als peus del temple hi ha el cor, sostingut per una volta rebaixada. L'església està il·luminada a través de finestres de mig punt adovellades i doble esqueixada, dues al mur de migdia i una altra al de ponent. La porta d'accés està situada a la banda oest del mur de migdia de la nau. Està formada per tres arcs de mig punt adovellats i en degradació, que emmarquen la llinda i el timpà, monolítics i llisos. Una motllura crea les impostes dels arcs i ressegueix horitzontalment la línia entre el timpà i la llinda. A la façana de ponent del temple es conserven tres pilars de l'antiga espadanya, que foren malmesos amb la construcció del campanar de torre actual. És de planta quadrada, amb la coberta piramidal i grans finestrals d'arc apuntat a la part superior. L'accés al campanar es fa des d'unes escales de cargol situades dins d'una construcció de planta circular, a manera de torre, adossada al mur meridional del temple. A llevant, a la part superior de la capçalera, hi ha una petita espadanya de dos pilars de mides reduïdes.
La construcció està bastida en carreus de pedra ben desbastats, disposats en filades regulars. Els murs laterals exteriors presenten, a la part superior, una cornisa motllurada.
La rectoria, adossada a la banda de llevant de l'església, es troba en un estat deplorable i ha perdut tota la coberta, tot i que sabem que era de dues vessants. Les obertures són rectangulars i estan bastides en maons, tot i que també força malmeses.

## Història
Segons la butlla del papa Benet VII de l'any 1017, el monestir de Sant Pere de Camprodon tenia possessions al lloc de Stella.
L'any 1270, per donació del bisbe Pere de Castellnou, l'església de Santa Maria de l'Estela passà a dependre del priorat augustinià de Santa Maria de Lledó.
L'església presenta unes construccions annexes a la capçalera que daten del segle xviii i XIX. A l'interior encara queden restes de pintures que segurament daten, també del segle xix.
S'ha d'esmentar que a poc metres es pot trobar les ruïnes de la capella de Sant Cristòfol, al costat de ponent de les quals s'hi va adossar al mas de cal Magre.
Santa Maria de l'Estela tingué culte fins a l'any 1936 i actualment està en desús, si bé una vegada a l'any es continua fent un aplec.